# Ağstafa (district)
Ağstafa is een district in Azerbeidzjan.
Ağstafa telt 81.900 inwoners (01-01-2012) op een oppervlakte van 1504 km².
De grootste plaatsen in Ağstafa zijn Dağ Kəsəmən, Köçəsgər, Muğanlı, Aşağı Kəsəmən en Agstafa.